# Буркхард III фон Мозбург
Буркхард III фон Мозбург (на немски: Burkhard III von Moosburg; † сл. 1133) е граф на Мозбург на Изар в Бавария, фогт на Св. Кастулус и Изен.

## Произход
Той е син на граф Буркхард I фон Мозбург, граф в Горен Ампер († сл. 1060), и съпругата му фон Дисен, дъщеря на граф граф Бертхолд II фон Дисен († сл. 1060) и съпругата му фон Хоенварт.
Брат е на Бертхолд, геген-архиепископ на Залцбург (1085 – 1106), и на Бурхард II фон Мозбург († 1106/1107), маркграф на Марка Истрия, фогт на Аквилея.
През 1021 г. бенедиктинският манастир в Мозбург е прекратен и се образува Хорхерен манастир. През 1207 г. графският дворец е унищожен от пожар и голяма част от църквата. През 1281 г. графският род фон Мозбург изчезва.

## Деца
Буркхард III фон Мозбург има три деца:
- Буркхард IV фон Мозбург († ок. 1138), фогт на Св. Кастулус и Изен, женен I. за Аделхайд фон Лурнгау († 10 март пр. 1120), дъщеря на граф Удалшалк I фон Лурнгау († 1115) и Емма фон Лехсгемюнд († 1100), II. пр. 3 октомври 1102 г. за Гертруд фон Герн († ок. 15 февруари 1175), дъщеря на Адалберт фон Герн
- Конрад фон Мозбург († 1135?)
- Хайлика фон Мозбург († 10 декември 11??), омъжена за Улрих фон Щайн, фогт на Бибург († ок. 4 април 1165), брат на Св. Еберхард фон Бибург архиепископ на Залцбург (1147 – 1164), син на Хайнрих фон Щайн, Зитлинг, Бибург († 1132) и Берта фон Ратценхофен († сл. 1133).